# Un banc, un arbre, une rue
Az Un banc, un arbre, une rue (magyarul: Egy pad, egy fa, egy út) című dal volt az 1971-es Eurovíziós Dalfesztivál győztes dala, melyet a Monacót képviselő francia Séverine adott elő francia nyelven.

## Az Eurovíziós Dalfesztivál
A dalt nemzeti döntő nélkül választották ki, Séverine-t a monacói tévé kérte fel a feladatra. A dal egy erőteljes ballada, melyben az énekesnő a gyermekévek gyors elmúlásáról, és a fiatalkori álmokról beszél.
Az április 3-án rendezett döntőben a fellépési sorrendben harmadikként adták elő, a máltai Joe Grech Marija l-Maltija című dala után, és a svájci Peter, Sue & Marc Les illusion de nos vingt ans című dala előtt. A szavazás során százhuszonnyolc pontot szerzett, mely az első helyet érte a tizennyolc fős mezőnyben. Ez volt Monaco első, és eddig egyetlen győzelme.
A következő monacói induló Anne-Marie Godart és Peter MacLane Comme on s'aime című dala volt az 1972-es Eurovíziós Dalfesztiválon.
A következő győztes a luxemburgi Vicky Leandros Après toi című dala volt.

### Kapott pontok
| AUT                                          | MLT | MON | SUI | GER | ESP | FRA | LUX | GBR | BEL | ITA | SWE | IRE | NED | POR | YUG | FIN | NOR |    |
| Kapott pontok                                | 4   | 5   |     | 10  | 10  | 2   | 8   | 4   | 8   | 10  | 4   | 10  | 9   | 9   | 8   | 10  | 7   | 10 |
| A tábla a fellépés sorrendjében van rendezve |     |     |     |     |     |     |     |     |     |     |     |     |     |     |     |     |     |    |

## Slágerlistás helyezések
| Slágerlisták (1971) | Lh.* |
| ------------------- | ---- |
| Belgium (Flandria)  | 3    |
| Belgium (Vallónia)  | 1    |
| Egyesült Királyság  | 9    |
| Franciaország       | 3    |
| Hollandia           | 13   |
| Németország         | 23   |
| Norvégia            | 2    |
| Spanyolország       | 10   |
| Svájc               | 5    |
| Svédország          | 3    |

*Lh. = Legjobb helyezés.

## A dal változatai
- Un banc, un arbre, une rue (francia)
- Un banc, un arbre, une rue (francia, új felvétel, 2000)
- Chance in time (angol)
- Mach die Augen zu (und wünsch dir einen Traum) (német)
- Mach die Augen zu (und wünsch dir einen Traum) (német, új felvétel, 1995)
- Mach die Augen zu (und wünsch dir einen Traum) (német, új felvétel, 2000)
- Il posto (olasz)

## Külső hivatkozások
- Dalszöveg
- YouTube videó: A Un Banc, Un Arbre, Une Rue című dal előadása a dublini döntőn